# Gartenstraße 164 (Mönchengladbach)

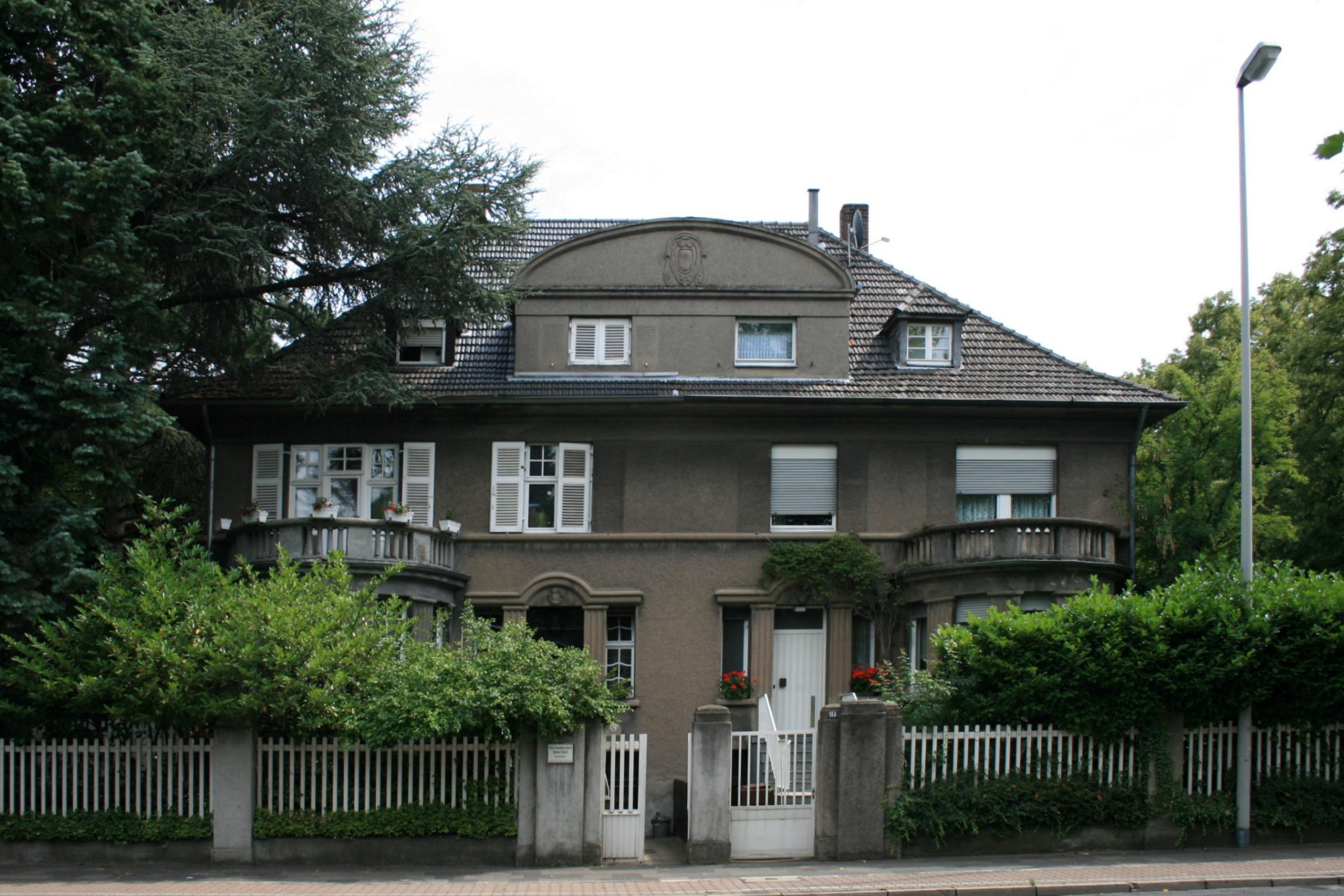
Wohnhaus (2010)

Das Wohnhaus Gartenstraße 164 steht im Stadtteil Grenzlandstadion von Mönchengladbach (Nordrhein-Westfalen).
Das Gebäude wurde 1922 erbaut. Es ist unter Nr. G 025 am 2. Juni 1987 in die Denkmalliste der Stadt Mönchengladbach eingetragen worden.

## Architektur
Die Gartenstraße ist eine alte Verbindungsstraße von Rheydt nach Mönchengladbach. Haus Nr. 164 bildet die rechte Hälfte eines Doppelhauses mit identisch gegliederten Fassaden.
Die zweigeschossige Halbvilla mit Walmdach wurde 1922 errichtet.
Als notwendiges Pendant zu Haus Nr. 166 und als ein charakteristisches Beispiel traditionalistischer Bauweise der 1920er Jahre erhaltenswert.